# Eccellenza Lombardia
Il campionato di calcio di Eccellenza della Lombardia è un torneo che si disputa a livello regionale e prevede la partecipazione di 54 società, suddivise in tre gironi all'italiana da 18 squadre ciascuno.
È la categoria maggiore per ciò che riguarda i campionati organizzati dal Comitato Regionale Lombardia della Lega Nazionale Dilettanti, la quinta a livello nazionale. 

## Storia
Il campionato fu istituito nel 1991, a seguito della riforma nazionale dei campionati dilettanti, andando così a sostituire come importanza quello di Promozione, che venne declassato. Originariamente a 48 squadre, fu occasionalmente e poi definitivamente espanso all’organico attuale in seguito alle vicende pandemiche del 2020.
Caratteristica e ragion d’essere del torneo rispetto ai suoi predecessori è quella di garantire la promozione diretta in Serie D dei vincitori dei suoi gironi, che sono sempre statitre al pari del numero di elette assegnate alla Lombardia dalla Lega Nazionale Dilettanti. Per garantire maggior interesse alla manifestazione, dopo le prime due edizioni vennero introdotti playoff locali e nazionali mettendo in palio ulteriori promozioni aggiuntive in sfida con le altre regioni.

## Regolamento
Promozione in Serie D: le vincenti dei tre gironi vengono ammesse direttamente al campionato di Serie D. In caso di arrivo di più squadre a pari punti al primo posto, si disputa uno spareggio in campo neutro (tra le due formazioni meglio piazzate secondo la classifica avulsa, nel caso fossero più di due), con eventuali tempi supplementari e tiri di rigore, per stabilire la formazione promossa in Serie D.
Play-off: la squadra classificata al 2º posto si scontra con la squadra classificata al 5º posto; quella arrivata al 3º contro la squadra classificata al 4º posto. Per determinare le posizioni in caso di parità si ricorre alla classifica avulsa. Le squadre classificate al terzo, quarto e quinto posto non sono qualificate ai play-off nel caso in cui abbiano totalizzato più di 9 punti di distacco dalla seconda classificata.
Si gioca in gara unica, in casa della meglio classificata in campionato. In caso di parità di punteggio al termine dei 90' avanza la squadra meglio classificata nella stagione regolare, ossia quella che gioca in casa. Le vincenti delle due sfide si incontrano in una finale, sempre in gara unica in casa della meglio classificata in campionato, che decreta l'accesso alla fase nazionale.
Play-out: le squadre classificate al 13º e 14º posto si scontrano, in gare di andata e ritorno, nei play-out rispettivamente contro la 16ª e 15ª. Le squadre classificate al 13º e 14º posto disputano in trasferta la prima delle due gare.
In caso di parità di punteggio dopo lo svolgimento degli incontri predetti, per determinare la squadra vincente si tiene conto della differenza reti; in caso di ulteriore parità, ai fini della salvezza o della retrocessione è determinante la migliore posizione di classifica conseguita al termine del campionato. Se due squadre che dovrebbero affrontarsi nei play-out sono separate da più di 6 punti al termine della stagione regolare, i play-out non si disputano e la squadra con il peggior piazzamento retrocede direttamente.
Retrocessione in Promozione: l'ultima e la penultima classificata di ogni girone retrocedono direttamente in Promozione. In caso di arrivo di più squadre a pari punti al penultimo posto, si disputa uno spareggio in campo neutro (tra le due formazioni peggio piazzate secondo la classifica avulsa, nel caso fossero più di due), con eventuali tempi supplementari e tiri di rigore, per stabilire la formazione retrocessa in Promozione.

## Albo d'oro
| Stagione | Girone A           | Girone B          | Girone C           | Promosse ai play-off nazionali    | Partecipano ai play-off nazionali                    |
| -------- | ------------------ | ----------------- | ------------------ | --------------------------------- | ---------------------------------------------------- |
| 1991-92  | Gallaratese        | Capriolo          | Cassano d'Adda     |                                   |                                                      |
| 1992-93  | Real Cesate        | Chiari            | Broni              |                                   |                                                      |
| 1993-94  | Pro Patria         | Crema             | Romanese           |                                   | Meda Brugherio Orceana                               |
| 1994-95  | Corbetta           | Ponte San Pietro  | Sancolombano       | Montichiari                       | Guanzatese Pizzighettone                             |
| 1995-96  | Oggiono            | Clusone           | Trevigliese        | Tecnoleno                         | Olginatese Oltrepò                                   |
| 1996-97  | Cantalupo          | Corbetta          | Bagnolese          |                                   | Caratese Pizzighettone Commessaggese                 |
| 1997-98  | Oggiono            | Sancolombano      | Romanese           | Sant'Angelo Guanzatese            | Salò                                                 |
| 1998-99  | Bellusco           | Pavia             | Pizzighettone      | Rodengo Saiano                    | Caratese Castellana                                  |
| 1999-00  | Seregno            | Bergamasca Zanica | Codogno            |                                   | Guanzatese Pro Lissone Calcio                        |
| 2000-01  | Vigevano           | Olginatese        | Palazzolo          | Guanzatese Usmate                 | Calcio                                               |
| 2001-02  | Robbio             | Canzese           | Cremapergo         | Real Cesate                       | Bellusco Gambara                                     |
| 2002-03  | Solbiatese         | Lecco             | Nuova Albano       | Carpenedolo CasteggioBroni        | Colognese                                            |
| 2003-04  | Caratese           | Fiorente Bergamo  | Salò Valsabbia     | Chiari Venegono                   | Colognese                                            |
| 2004-05  | Fanfulla           | Renate            | Castellana         | Tritium                           | Varese Caravaggio                                    |
| 2005-06  | Turate             | Merate            | Darfo Boario       |                                   | Corsico Voluntas Osio Sotto Serenissima Roncoferraro |
| 2006-07  | Sestese            | Caratese          | Feralpi Lonato     | BaSe 96 Seveso                    | Corsico Trevigliese                                  |
| 2007-08  | CasteggioBroni     | Alzano Cene       | Nuova Verolese     | Suzzara                           | Cantù San Paolo Folgore Verano                       |
| 2008-09  | Vigevano           | Ponte San Pietro  | Pedrengo           | Cantù San Paolo Palazzolo         | Sancolombano                                         |
| 2009-10  | Saronno            | Seregno           | Rudianese          | Castiglione Savoia                | Verbano Folgore Verano                               |
| 2010-11  | Trezzano           | Mapello           | Aurora Seriate     |                                   | Verbano Folgore Verano Aurora Travagliato            |
| 2011-12  | Pro Sesto          | Caravaggio        | Sant'Angelo        |                                   | Sommese Villa d'Almè Aurora Travagliato              |
| 2012-13  | Inveruno           | Giana Erminio     | Palazzolo          |                                   | Sancolombano Sestese ScanzoPedrengo                  |
| 2013-14  | OltrepoVoghera     | Ciserano          | Ciliverghe Mazzano |                                   | Sondrio Legnano Brusaporto                           |
| 2014-15  | Bustese            | Alzano Cene       | Grumellese         | Varesina                          | Darfo Boario Villa d'Almè                            |
| 2015-16  | Varese             | Scanzorosciate    | Darfo Boario       | Legnano Cavenago Fanfulla         | Rezzato                                              |
| 2016-17  | Arconatese         | Crema             | Rezzato            | Pavia                             | Calcio Romanese Casatese                             |
| 2017-18  | Cavenago Fanfulla  | Sondrio           | Adrense            | Villa d'Almè Calvina Sport        | Busto 81                                             |
| 2018-19  | Castellanzese      | NibionnOggiono    | Brusaporto         | Tritium Breno                     | Legnano                                              |
| 2019-20  | Busto 81           | Casatese          | Telgate            | Vis Nova Giussano                 | Non disputati                                        |
| 2020-21  | Brianza Olginatese | Alcione           | Leon Monza Brianza |                                   | Non disputati                                        |
| 2021-22  | Varesina           | Sant'Angelo       | Lumezzane          | Castanese                         | Offanenghese Prevalle                                |
| 2022-23  | Vogherese          | Tritium           | Cast Brescia       | Club Milano                       | Mapello Caravaggio                                   |
| 2023-24  | Oltrepò            | Sondrio           | Ospitaletto        | Magenta                           | Mapello Ciliverghe Mazzano                           |
| 2024-25  | Pavia              | Mapello           | Rovato Vertovese   | Leon Monza Brianza Scanzorosciate | Caronnese                                            |

Nota: in corsivo le squadre non vincenti i play-off nazionali, ma ugualmente ripescate in seguito in Serie D a completamento organici.

### Titoli per squadra
| Squadra            | Titoli | Edizioni                               |
| ------------------ | ------ | -------------------------------------- |
| Corbetta           | 2      | 1994-95 (girone A), 1996-97 (girone B) |
| Romanese           | 2      | 1993-94, 1997-98 (girone C)            |
| Sancolombano       | 2      | 1994-95 (girone C), 1997-98 (girone B) |
| Oggiono            | 2      | 1995-96, 1997-98 (girone A)            |
| Caratese           | 2      | 2003-04 (girone A), 2006-07 (girone B) |
| Ponte San Pietro   | 2      | 1994-95, 2008-09 (girone B)            |
| Vigevano           | 2      | 2000-01, 2008-09 (girone A)            |
| Seregno            | 2      | 1999-00 (girone A), 2009-10 (girone B) |
| Palazzolo          | 2      | 2000-01, 2012-13 (girone C)            |
| Alzano Cene        | 2      | 2007-08, 2014-15 (girone B)            |
| Darfo Boario       | 2      | 2005-06, 2015-16 (girone C)            |
| Crema              | 2      | 1993-94, 2016-17 (girone B)            |
| Fanfulla           | 2      | 2004-05, 2017-18 (girone A)            |
| Sant'Angelo        | 2      | 2011-12 (girone C), 2021-22 (girone B) |
| Sondrio            | 2      | 2017-18, 2023-24 (girone B)            |
| Pavia              | 2      | 1998-99 (girone B), 2024-25 (girone A) |
| Mapello            | 2      | 2010-11, 2024-25 (girone B)            |
| Gallaratese        | 1      | 1991-92 (girone A)                     |
| Capriolo           | 1      | 1991-92 (girone B)                     |
| Cassano d'Adda     | 1      | 1991-92 (girone C)                     |
| Real Cesate        | 1      | 1992-93 (girone A)                     |
| Chiari             | 1      | 1992-93 (girone B)                     |
| Broni              | 1      | 1992-93 (girone C)                     |
| Pro Patria         | 1      | 1993-94 (girone A)                     |
| Clusone            | 1      | 1995-96 (girone B)                     |
| Trevigliese        | 1      | 1995-96 (girone C)                     |
| Cantalupo          | 1      | 1996-97 (girone A)                     |
| Bagnolese          | 1      | 1996-97 (girone C)                     |
| Bellusco           | 1      | 1998-99 (girone A)                     |
| Pizzighettone      | 1      | 1998-99 (girone C)                     |
| Bergamasca Zanica  | 1      | 1999-00 (girone B)                     |
| Codogno            | 1      | 1999-00 (girone C)                     |
| Olginatese         | 1      | 2000-01 (girone B)                     |
| Robbio             | 1      | 2001-02 (girone A)                     |
| Canzese            | 1      | 2001-02 (girone B)                     |
| Cremapergo         | 1      | 2001-02 (girone C)                     |
| Solbiatese         | 1      | 2002-03 (girone A)                     |
| Lecco              | 1      | 2002-03 (girone B)                     |
| Nuova Albano       | 1      | 2002-03 (girone C)                     |
| Fiorente Bergamo   | 1      | 2003-04 (girone B)                     |
| Salò               | 1      | 2003-04 (girone C)                     |
| Renate             | 1      | 2004-05 (girone B)                     |
| Castellana         | 1      | 2004-05 (girone C)                     |
| Turate             | 1      | 2005-06 (girone A)                     |
| Merate             | 1      | 2005-06 (girone B)                     |
| Sestese            | 1      | 2006-07 (girone A)                     |
| Feralpi Lonato     | 1      | 2006-07 (girone C)                     |
| CasteggioBroni     | 1      | 2007-08 (girone A)                     |
| Verolese           | 1      | 2007-08 (girone C)                     |
| Pedrengo           | 1      | 2008-09 (girone C)                     |
| Saronno            | 1      | 2009-10 (girone A)                     |
| Rudianese          | 1      | 2009-10 (girone C)                     |
| Trezzano           | 1      | 2010-11 (girone A)                     |
| Aurora Seriate     | 1      | 2010-11 (girone C)                     |
| Pro Sesto          | 1      | 2011-12 (girone A)                     |
| Caravaggio         | 1      | 2011-12 (girone B)                     |
| Inveruno           | 1      | 2012-13 (girone A)                     |
| Giana Erminio      | 1      | 2012-13 (girone B)                     |
| OltrepoVoghera     | 1      | 2013-14 (girone A)                     |
| Ciserano           | 1      | 2013-14 (girone B)                     |
| Ciliverghe Mazzano | 1      | 2013-14 (girone C)                     |
| Bustese            | 1      | 2014-15 (girone A)                     |
| Grumellese         | 1      | 2014-15 (girone C)                     |
| Varese             | 1      | 2015-16 (girone A)                     |
| Scanzorosciate     | 1      | 2015-16 (girone B)                     |
| Arconatese         | 1      | 2016-17 (girone A)                     |
| Rezzato            | 1      | 2016-17 (girone C)                     |
| Adrense            | 1      | 2017-18 (girone C)                     |
| Castellanzese      | 1      | 2018-19 (girone A)                     |
| NibionnOggiono     | 1      | 2018-19 (girone B)                     |
| Brusaporto         | 1      | 2018-19 (girone C)                     |
| Busto 81           | 1      | 2019-20 (girone A)                     |
| Casatese           | 1      | 2019-20 (girone B)                     |
| Telgate            | 1      | 2019-20 (girone C)                     |
| Brianza Olginatese | 1      | 2020-21 (girone A)                     |
| Alcione            | 1      | 2020-21 (girone B)                     |
| Leon Monza Brianza | 1      | 2020-21 (girone C)                     |
| Varesina           | 1      | 2021-22 (girone A)                     |
| Lumezzane          | 1      | 2021-22 (girone C)                     |
| Vogherese          | 1      | 2022-23 (girone A)                     |
| Tritium            | 1      | 2022-23 (girone B)                     |
| Cast Brescia       | 1      | 2022-23 (girone C)                     |
| Oltrepò            | 1      | 2023-24 (girone A)                     |
| Ospitaletto        | 1      | 2023-24 (girone C)                     |
| Rovato Vertovese   | 1      | 2024-25 (girone C)                     |

## Record
- Il Fanfulla, il Sant'Angelo, il Palazzolo e il Pavia sono le uniche formazioni a essere state promosse per tre volte in Serie D, tutte e quattro vincendo due volte il proprio girone e una volta i play-off nazionali.
- La Trevigliese è il club che ha totalizzato il maggior numero di partecipazioni complessive al campionato di Eccellenza Lombardia (ben 29 su 35 edizioni), a fronte di un'unica vittoria ottenuta nel 1995-1996.
- Il maggior numero di partecipazioni consecutive spetta invece all'Orsa (19, ininterrottamente dal 1996-1997 al 2014-2015), seppur con diverse denominazioni. I bresciani sono anche la squadra con più partecipazioni (23) tra quelle mai approdate in Serie D.
- La Sestese e l'Ardor Lazzate sono, tra le squadre attualmente facenti parte dell'organico di Eccellenza Lombardia, quelle presenti da più stagioni consecutive (16, dal 2010-2011).
- Il Capriolo, il Cantalupo, il Lecco, la Nuova Albano, il Pedrengo, la Rudianese e la Pro Sesto hanno vinto il campionato nell'unica edizione disputata.
- Il Salò, il Cast Brescia e il Rovato Vertovese hanno vinto nella stessa stagione il proprio girone di Eccellenza, la Coppa Italia Dilettanti Lombardia e la Coppa Italia Dilettanti.
- La Nuova Albano, il Seregno, il Caravaggio, l'Inveruno, il Ciserano, la Bustese e la Casatese hanno vinto nella stessa stagione il proprio girone di Eccellenza e la Coppa Italia Dilettanti Lombardia.
- La Giana Erminio del 2012-2013 detiene il primato del maggior numero di punti in un singolo campionato (88) e di gol segnati (102) in 34 giornate.
- Il Varese del 2015-2016 ha invece il record per miglior media punti in campionato grazie agli 84 punti (su 90 disponibili) conquistati in 30 giornate, frutto di 27 vittorie, 3 pareggi e nessuna sconfitta: il primato di imbattibilità è condiviso con la Bustese che nell'anno precedente chiuse con 21 vittorie e 9 pareggi, senza mai perdere.
- La provincia più rappresentata, con 70 diverse squadre partecipanti nel corso delle 35 edizioni, è quella di Milano[16].
- Le formazioni bergamasche vantano il maggior numero di vittorie di girone (21): le milanesi totalizzano però il numero più elevato di promozioni in Serie D (29, comprensivo delle vittorie dei play-off nazionali, ripescaggi esclusi).
- La provincia meno rappresentata è invece quella di Sondrio, che ha visto solo la partecipazione della formazione del capoluogo.
- La provincia meno vincente è infine quella di Mantova, la cui unica vittoria in campionato è stata conquistata dalla Castellana nel 2004-2005.[17]

## Partecipazioni
In 35 stagioni di Eccellenza hanno giocato il torneo 312 squadre. In grassetto le 54 partecipanti al campionato 2025-2026.
- 29:  Trevigliese

- 27:  Verbano

- 23:  Mariano,  Orsa Iseo[18]

- 21:  Sestese

- 20:  Sancolombano

- 19:  Caronnese

- 18:  Bedizzolese,  Castiglione,  Magenta

- 17:  Darfo Boario,  Grumellese[19]

- 16:  Ardor Lazzate,  Casteggio[20],  Gavirate,  Giana Erminio,  Sant'Angelo,  Sondrio

- 15:  Ghisalbese[21]

- 14:  Codogno[22],  Luciano Manara[23],  Mapello[24],  Ponte San Pietro[25]

- 13:  Brugherio,  Caravaggio,  Gandinese

- 12:  Base 96 Seveso,  Besana,  Castegnato[26],  Castellana,  Chiari,  Cisanese,  Soresinese,  Tritium,  Valcalepio,  Vergiatese,  Vigevano

- 11:  Accademia Pavese,  Ciliverghe Mazzano,  Mozzatese,  Salò,  Saronno,  Stezzanese,  Verdello

- 10:  Bellusco,  Calvairate,  Castanese,  Castelcovati,  Cerchiate Pero,  Colognese,  Oggiono[27],  Oltrepò[28],  Orceana,  Palazzolo[29],  Rhodense,  Romanese,  Sarnico[30],  Scanzorosciate[31],  Trezzano,  Villa d'Almè[32]

- 9:  Carpenedolo,  CazzagoBornato,  Città di Albino[33],  Corbetta,  Crema,  Fanfulla[34],  Fiorente Colognola[35],  Fulgor Cardano,  Offanenghese,  Pro Lissone,  Suzzara,  Vallecamonica

- 8:  Bagnolese,  Fenegrò,  Meda,  Olginatese,  Pavia,  Solbiatese,  Tribiano,  Turate,  Usmate,  Villanterio,  Virtus Binasco,  Vis Nova Giussano,  Vobarno

- 7:  Arcellasco,  Caratese,  Casatese[36],  Concorezzese,  Forza e Costanza,  Governolese,  Inveruno,  Legnano,  Lemine Almenno,  Muggiò,  Nibionno,  Pizzighettone,  Pro Vigevano Suardese[37],  Voluntas Osio Sotto

- 6:  Arconatese,  Aurora Travagliato,  Bareggio,  Bressana,  Brusaporto,  Cairate,  Calcio,  Cantù,  Castellana (Castel San Giovanni),  Club Azzurri Brescia[38],  Corsico,  Dellese,  Folgore Verano,  Galbiatese,  Luisiana,  Merate,  Real Cesate,  Renate,  Rezzato,  Rovato[39],  Sommese[40],  Union Villa Cassano,  Verolese,  Vertovese,  Zingonia Verdellino

- 5:  Brembillese,  Breno,  Brera,  Brianza Olginatese[41],  Bustese[42],  Calolziocorte,  Caprino,  Cassano,  Castelleone,  Cernusco,  Cesano Boscone,  Ciserano,  Feralpi Lonato,  Gallaratese,  Gambara,  Guanzatese,  Leon Monza Brianza,  Pontelambrese,  Pro Desenzano,  Real Milano,  Rigamonti Nuvolera,  Sellero Novelle,  Seregno,  Settimo Milanese,  Varesina,  Venegono,  Viggiù Rifiorente,  Vigolo Marchese,  Vimercatese Oreno,  Voltese

- 4:  Accademia Vittuone,  Adrense,  Albegno,  Alcione,  Alfonso Casati Arcore,  Altabrianza Tavernerio,  Alzano[43],  Arcene,  Atletico San Giuliano[44],  Bergamasca Zanica,  Broni,  Busto 81,  Cinisellese,  Cistellum,  Clusone,  Juvenes Pradalunghese,  Luino,  Montichiari,  Pontirolese,  Prevalle,  Rescaldinese,  Roncalli,  Soncinese,  Spino,  Sporting San Donato,  Travedona,  Trealbe,  Vogherese

- 3:  Bovisio Masciago,  Carugate,  Casazza,  Cavenago d'Adda,  Club Milano,  Desio,  Erbese,  Ghedi,  Isola,  Lentatese,  Lomellina,  Lumezzane,  Milanese,  Ospitaletto,  Parabiago,  Pedrocca,  Quinzano,  Rivoltana,  Robbio,  San Paolo d'Argon,  Sebinia Pianico,  Sirmionese,  Sovere,  Tradate,  Varese,  Varzi,  Vigolzone,  Villa d'Adda

- 2:  Accademia Sandonatese,  Ardens Cene,  Asola,  Assago,  Aurora Desio,  Aurora Seriate,  Boca Juniors Carbonara di Po,  Brembate Sopra,  Brembio Vis Nova,  BSV Garda,  Cabiate,  Calvina Sport,  Canzese,  Casale Vidolasco,  Castellanzese,  Castellucchio,  Cellatica,  Cinisello,  Crescenzago,  Curno,  Fucina,  Garlasco,  Insubria,  Lecchese Pescarenico,  Lora Lipomo,  Marmirolo,  Marnate Nizzolina,  Melegnanese,  Mezzanese,  Novatese,  Oltrepò Broni,  Pavonese,  Pergolettese[45],  Pro Patria,  Real Franciacorta,  Rovellasca,  Rozzano,  Sagnino,  San Lazzaro,  San Pellegrino,  San Rocco al Porto,  Sedriano,  Serenissima Roncoferraro,  Speranza Agrate,  Telgate,  Valle Salimbene,  Valsabbia,  Villongo,  Virtus Gazzaniga

- 1:  Accademia Gaggiano,  Albano,  Atletico Cortefranca,  Atletico del Garda,  Azzate Mornago,  Baranzatese,  Barona Sporting,  Besnatese,  Borgo San Giacomo,  Brembatese,  Cantalupo,  Capriolo,  Casalpusterlengo,  Casteisangiorgio,  Castello Città di Cantù,  Cenate,  Cesano Maderno,  Cologno Monzese,  Commessaggese,  Cusano,  Dak Ostiglia,  Falco Albino,  Ferrera Erbognone,  Folzano,  Fontanellese,  Frassati Castiglione d'Adda,  Gessate,  Giovani Ribelli Nordahl Cinisello,  Ispra,  Lecco,  Mario Zanconti Treviglio,  Maslianico,  Molinello,  Nervianese,  Paina,  Paullese,  Pedrengo,  Pianico,  Podenzano,  Poggese[46],  Pontevecchio,  Pro Sesto,  Real Mornico,  Rodengo Saiano,  Rudianese,  San Paolo Bergamo,  Sangiuliano City[47],  Tecnoleno,  Urgnano,  Valtrompia,  Virtus Petosino,  Vizzolese

## Trofeo Comitato Regionale Lombardia
Il Trofeo Comitato Regionale Lombardia è stata una manifestazione tenutasi non continuativamente dal 2001 al 2015 tra le squadre vincitrici dei tre gironi dell'Eccellenza Lombardia in un triangolare con tempi da 45 minuti. Prevedendo gare di durata non conforme ai 90 minuti stabiliti dai regolamenti della FIFA, non può considerarsi ufficiale.

La squadra vincente si aggiudicava il titolo di Campione Regionale di Lombardia.
Fino al 2009 è stato intitolato alla memoria del Consigliere comasco del Comitato Regionale Lombardia Enrico Bianchi, prematuramente scomparso, mentre nel 2010 ha preso il nome dal Gruppo Vetrario Paci, sponsor del torneo.

### Albo d'oro
- 2000-01  Vigevano
- 2001-02  Robbio
- 2002-03  Lecco
- 2003-04  Fiorente Bergamo
- 2004-05  Castellana
- 2005-06  Merate
- 2006-07  Feralpi Lonato
- 2007-08  AlzanoCene
- 2008-09  Pedrengo
- 2009-10  Saronno
- 2010-11 Non disputato
- 2011-12  Caravaggio
- 2012-13  Giana Erminio
- 2013-14 Non disputato
- 2014-15  AlzanoCene